# Premis Oscar de 1967
Els Premis Oscar de 1967 (en anglès: 40th Academy Awards) foren presentats el 10 d'abril de 1968 en una cerimònia realitzada al Santa Monica Civic Auditorium de Los Angeles. Originalment la cerimònia s'havia de celebrar el dia 8 d'abril, però fou posposada dos dies amb motiu de l'assassinat de Martin Luther King.
La cerimònia fou presentada, novament, per l'actor i comediant Bob Hope.

## Curiositats
En aquesta cerimònia es deixaren de concedir els premis de fotografia, direcció artística i vestuari dividits en les categories de color i blanc i negre.
Per primera vegada a la història dels premis tres pel·lícules foren nominades als cinc premis més importants (anomenats "Big Five"): pel·lícula, director, actor, actriu i guió. Les pel·lícules foren Bonnie i Clyde d'Arthur Penn, El graduat de Mike Nichols i Endevina qui ve a sopar de Stanley Kramer, si bé la guanyadora a millor pel·lícula fou En la calor de la nit de Norman Jewison. A més les pel·lícules d'Arthur Penn i Stanley Kramer aconseguiren nominacions en les quatre categories d'actors.
La pel·lícula amb més nominacions de la nit fou Bonnie i Clyde i Endevina qui ve a sopar amb 10 nominacions les dues, si bé ambdues aconseguiren només dos premis. La guanyadora de la nit fou En la calor de la nit que amb 7 nominacions aconseguí guanyar cinc premis, entre ells millor pel·lícula, actor i guió adaptat entre d'altres. La pel·lícula El graduat que amb 7 nominacions únicament aconseguí un premi, el de millor director, és l'últim film en aconseguir aquest guardó sense cap altre premi.
El director Alfred Hitchcock fou guardonat amb el premi Irving G. Thalberg, realitzant el discurs d'agraïment més curt de la història amb un simple "Thank you" (Gràcies).

## Premis
| Millor pel·lícula | Millor director |
| --- | --- |
| - En la calor de la nit (Walter Mirisch per The Mirisch Corporation i United Artists) - Bonnie i Clyde (Warren Beatty per Warner Bros.) - Doctor Dolittle (Arthur P. Jacobs per APJAC Productions i 20th Century Fox) - El graduat (Lawrence Turman per Embassy Pictures) - Endevina qui ve a sopar (Stanley Kramer per Columbia Pictures) | - Mike Nichols per El graduat - Richard Brooks per A sang freda - Norman Jewison per En la calor de la nit - Stanley Kramer per Endevina qui ve a sopar - Arthur Penn per Bonnie i Clyde |
| Millor actor | Millor actriu |
| - Rod Steiger per En la calor de la nit com a Bill Gillespie - Warren Beatty per Bonnie i Clyde com a Clyde Barrow - Dustin Hoffman per El graduat as Benjamin Braddock - Paul Newman per La llegenda de l'indomable com a Lucas "Cool Hand Luke" Jackson - Spencer Tracy per Endevina qui ve a sopar com a Matt Drayton | - Katharine Hepburn per Endevina qui ve a sopar com a Christina Drayton - Anne Bancroft per El graduat com a Mrs. Robinson - Faye Dunaway per Bonnie i Clyde com a Bonnie Parker - Edith Evans per The Whisperers com a Mrs. Ross - Audrey Hepburn per Sola en la foscor com a Susy Hendrix                                                                                           |
| Millor actor secundari | Millor actriu secundària |
| - George Kennedy per La llegenda de l'indomable com a Dragline - John Cassavetes per Els dotze del patíbul com a V.R. Franko - Gene Hackman& per Bonnie i Clyde com a Buck Barrow - Cecil Kellaway per Endevina qui ve a sopar com a Monsignor Ryan - Michael J. Pollard per Bonnie i Clyde com a C.W. Moss | - Estelle Parsons per Bonnie i Clyde com a Blanche Barrow - Carol Channing per Millie, una noia moderna com a Muzzy - Mildred Natwick per Barefoot in the Park com a Ethel Banks - Beah Richards per Endevina qui ve a sopar com a Mrs. Mary Prentice - Katharine Ross per El graduat com a Elaine Robinson                                                                           |
| Millor guió original | Millor guió adaptat |
| - William Rose per Endevina qui ve a sopar - David Newman i Robert Benton per Bonnie i Clyde - Robert Kaufman i Norman Lear per Divorce American Style - Jorge Semprún per La guerra s'ha acabat - Frederic Raphael per Dos a la carretera | - Stirling Silliphant per En la calor de la nit (sobre hist. de John Ball) - Donn Pearce i Frank Pierson per La llegenda de l'indomable (sobre hist. D. Pearce) - Buck Henry i Calder Willingham per El graduat (sobre hist. de Charles Webb) - Richard Brooks per A sang freda (sobre hist. de Truman Capote) - Joseph Strick i Fred Haines per Ulysses (sobre hist. de James Joyce) |
| Millor pel·lícula de parla no anglesa | |
| - Trens rigorosament vigilats de Jiří Menzel (Txecoslovàquia) - El amor brujo de Francesc Rovira-Beleta (Espanya) - Skupljači perja d'Aleksandar Petrović (RFS Iugoslàvia) - Vivre pour vivre de Claude Lelouch (França) - Chieko-sho de Noboru Nakamura (Japó) | |
| Millor banda sonora | Millor banda sonora - Cançons o adaptació |
| - Elmer Bernstein per Millie, una noia moderna - Lalo Schifrin per La llegenda de l'indomable - Leslie Bricusse per Doctor Dolittle - Richard Rodney Bennett per Lluny del brogit mundà - Quincy Jones per A sang freda | - Alfred Newman i Ken Darby per Camelot - Lionel Newman i Alexander Courage per Doctor Dolittle - Frank De Vol per Endevina qui ve a sopar - André Previn i Joseph Gershenson per Millie, una noia moderna - John Williams per Valley of the Dolls |
| Millor cançó original | Millor fotografia |
| - Leslie Bricusse (música i lletra) per Doctor Dolittle ("Talk to the Animals") - Terry Gilkyson (música i lletra) per El llibre de la selva ("The Bare Necessities") - Quincy Jones (música); Bob Russell (lletra) per Banning ("The Eyes of Love") - Burt Bacharach (música); Hal David (lletra) per Casino Royale ("The Look of Love") - Jimmy Van Heusen (música); Sammy Cahn (lletra) per Millie, una noia moderna ("Thoroughly Modern Millie") | - Burnett Guffey per Bonnie i Clyde - Richard H. Kline per Camelot - Robert L. Surtees per Doctor Dolittle - Robert L. Surtees per El graduat - Conrad Hall per A sang freda |
| Millor direcció artística | Millor vestuari |
| - John Truscott, Edward Carrere i John W. Brown per Camelot - Mario Chiari, Jack Martin Smith, Ed Graves, Walter M. Scott, Stuart A. Reiss per Doctor Dolittle - Robert Clatworthy, Frank Tuttle per Endevina qui ve a sopar - Renzo Mongiardino, John DeCuir, Elven Webb, Giuseppe Mariani, Dario Simoni i Luigi Gervasi per L'amansiment de la fúria - Alexander Golitzen, George C. Webb i Howard Bristol per Millie, una noia moderna            | - John Truscott per Camelot - Theadora Van Runkle per Bonnie i Clyde - Bill Thomas per The Happiest Millionaire - Danilo Donati i Irene Sharaff per L'amansiment de la fúria - Jean Louis per Millie, una noia moderna |
| Millor muntatge | Millor so |
| - Hal Ashby per En la calor de la nit - Frank P. Keller per Beach Red - Michael Luciano per Els dotze del patíbul - Samuel E. Beetley i Marjorie Fowler per Doctor Dolittle - Robert C. Jones per Endevina qui ve a sopar | - En la calor de la nit (Samuel Goldwyn Studio Sound Department) - Camelot (Warner Bros.-Seven Arts Studio Sound Department) - Doctor Dolittle (20th Century-Fox Studio Sound Department) - Els dotze del patíbul (Metro-Goldwyn-Mayer Studio Sound Department) - Millie, una noia moderna (Universal City)                                                                           |
| Millors efectes especials | Millors efectes de so |
| - L. B. Abbott per Doctor Dolittle - Howard A. Johnson, Jr. i Albert Whitlock per Tobruk | - John Poyner per Els dotze del patíbul - James Richard per En la calor de la nit |
| Millor documental | Millor curtmetratge documental |
| - The Anderson Platoon de Pierre Schoendoerffer - Festival de Murray Lerner - Harvest de Carroll Ballard - A King's Story de Jack Levin - A Time for Burning de Bill Jersey | - The Redwoods de Mark Jonathan Harris i Trevor Greenwood - Monument to the Dream de Charles Guggenheim - A Place to Stand de Christopher Chapman - See You at the Pillar de Robert Fitchet - While I Run This Race de Carl V. Ragsdale |
| Millor curtmetratge | Millor curtmetratge d'animació |
| - A Place to Stand de Christopher Chapman - Paddle to the Sea de Julian Biggs - Sky over Holland de John Ferno - Stop, Look and Listen de Len Janson i Chuck Menville | - The Box de Fred Wolf - Hypothese Beta de Jean-Charles Meunier - What on Earth! de Robert Verrall i Wolf Koenig |

## Premi Honorífic
- Arthur Freed - pels seus serveis distingits a l'Acadèmia i la producció de sis retransmissions de la cerimònia per la televisió. [estatueta]

## Premi Irving G. Thalberg
- Alfred Hitchcock

## Premi Humanitari Jean Hersholt
- Gregory Peck

## Presentadors
| Nom                             |                                               |
| ------------------------------- | --------------------------------------------- |
| Hank Simms                      | Locutor dels Premis Oscar de 1967             |
| Gregory Peck (President AMPAS)  | Benvinguda als membres de la cerimònia        |
| Bill Miller                     | Explicació de les normes del vot              |
| Carol Channing                  | Millor so                                     |
| Patty Duke                      | Millor actor secundari                        |
| Dustin Hoffman Katharine Ross   | Millor fotografia                             |
| Macdonald Carey Diahann Carroll | Millor curtmetratges                          |
| Robert Morse Barbara Rush       | Millor documentals                            |
| Eva Marie Saint                 | Millor vestuari                               |
| Bob Hope                        | Premi Honorífic a Arthur Freed                |
| Natalie Wood                    | Millors esfectes visuals                      |
| Richard Crenna Elke Sommer      | Millor efectes de so                          |
| Walter Matthau                  | Millor actriu secundària                      |
| Edith Evans                     | Millor muntatge                               |
| Rosalind Russell                | Premi Humanitari Jean Hersholt a Gregory Peck |
| Danny Kaye                      | Millor pel·lícula de parla no anglesa         |
| Rock Hudson Shirley Jones       | Millor direcció artística                     |
| Bob Hope                        | Muntatge de la història dels Oscars           |
| Angie Dickinson Gene Kelly      | Millor música original i adaptació            |
| Barbra Streisand                | Millor cançó                                  |
| Robert Wise                     | Premi Irving J. Thalberg a Alfred Hitchcock   |
| Leslie Caron                    | Millor director                               |
| Claire Bloom Rod Steiger        | Millor guió original i adaptat                |
| Audrey Hepburn                  | Millor actor                                  |
| Sidney Poitier                  | Millor actriu                                 |
| Julie Andrews                   | Millor pel·lícula                             |

### Actuacions
| Nom                      |                                |                                                                            |
| ------------------------ | ------------------------------ | -------------------------------------------------------------------------- |
| Elmer Bernstein          | Conductor i arranjador musical | Conductor i arranjador musical                                             |
| Louis Armstrong          | Intèrpret                      | "The Bare Necessities" per El llibre de la selva                           |
| Lainie Kazan             | Intèrpret                      | "The Eyes of Love" per Banning                                             |
| Sérgio Mendes            | Intèrpret                      | "The Look of Love" per Casino Royale                                       |
| Sammy Davis Jr.          | Intèrpret                      | "Talk to the Animals" per Doctor Dolittle                                  |
| Angela Lansbury          | Intèrpret                      | "Thoroughly Modern Millie" per Millie, una noia moderna                    |
| Academy Awards Orchestra | Performers                     | "Hooray for Hollywood/There's No Business like Show Business" (orquestral) |

## Múltiples nominacions i premis
| Les següents pel·lícules van rebre diverses nominacions: - 10 nominacions: Bonnie i Clyde i Endevina qui ve a sopar - 9 nominacions: Doctor Dolittle - 7 nominacions: El graduat, En la calor de la nit i Millie, una noia moderna - 5 nominacions: Camelot - 4 nominacions: Els dotze del patíbul, La llegenda de l'indomable i A sang freda - 2 nominacions: A Place to Stand i L'amansiment de la fúria | Les següents pel·lícules van rebre més d'un premi: - 5 premis: En la calor de la nit - 3 premis: Camelot - 2 premis: Bonnie i Clyde, Doctor Dolittle i Endevina qui ve a sopar |